# Silent Hill: Townfall
Silent Hill: Townfall est un futur jeu vidéo d'horreur psychologique, développé par No Code et Annapurna Interactive (co-production entre les deux studios), et édité par Annapurna Interactive. Contrairement à Silent Hill f, Townfall serait un jeu de plus petite envergure (sous-entendu un spin-off), et pourrait être une série épisodique avec des « histoires courtes ».